# Chernivtsí
Chernivtsí (en ucraniano: Чернівці; [t͡ʃerɲiu̯ˈt͡sʲi]ⓘ) o Chernovtsy (en ruso: Черновцы), también conocida por su nombre alemán Czernowitz entre 1775 y 1918, es una ciudad ucraniana y centro administrativo del óblast de Chernivtsí. Situada en el oeste del país, es el centro del raión de Chernivtsí y del municipio (hromada) homónimo. Está ubicada en el curso superior del río Prut, un afluente del Danubio, en la parte norte de la región histórica de Bucovina que actualmente se divide entre Ucrania y Rumania. 
Junto con la ciudad de Lviv, Chernivtsí es considerada como uno de los centros culturales del oeste de Ucrania. La ciudad es también considerada uno de los mayores centros culturales y educativos de la moderna Ucrania. Históricamente, como centro cultural y arquitectónico, Chernivtsí fue incluso apodada «Pequeña Viena».
Actualmente, Chernivtsí está hermanada con otras siete ciudades en todo el mundo. La ciudad es también un importante centro de cruce de ferrocarriles y carreteras en la región y alberga un aeropuerto internacional.

## Toponimia
Fuera de Ucrania, Chernivtsí es también conocida por varios nombres extranjeros, que fueron usados durante épocas de dominio de diferentes países a lo largo de la historia de la ciudad o por los respectivos grupos demográficos de la época. Así, el nombre de la ciudad es en alemán: Czernowitz; en rumano: Cernăuți; en yidis: טשערנאוויץ‎, romanizado: Tshernovits; en polaco: Czerniowce; en húngaro: Csernovic, en ruso: Черновцы́, romanizado: Chernovtsy, translit.  (hasta 1944: en ruso: Чернови́цы, romanizado: Chernovitsy). En la época del Principado de Galitzia-Volinia, el nombre de la ciudad era Chern.

## Geografía
Chernivtsí se encuentra en la región histórica de Bucovina (suroeste de Ucrania), en los Cárpatos orientales, en la frontera entre los Cárpatos y la llanura europea oriental. La ciudad se encuentra rodeada de bosques y campos, atravesada por el río Prut atraviesa el paisaje de la ciudad. Chernivtsí se sitúa a 40 km de la frontera con Rumania. 
La ciudad está situada en la zona horaria de Europa del Este en la región del meridiano 26.

### Clima
La ciudad está ubicada en una zona de clima continental templado, con inviernos suaves y veranos cálidos. La temperatura media anual es de +8,6 °C, la más baja en enero (-2,9 °C), la más alta en julio (+19,8 °C). El clima invernal suele comenzar el 28 de noviembre y finalizar el 9 de marzo; El clima de verano comienza el 20 de mayo y finaliza el 10 de septiembre. La precipitación media anual en Chernivtsi es de 621 mm, siendo la más baja en octubre y enero-febrero, la más alta en junio-julio. A veces hay fuertes lluvias durante el verano. Cada año se forma una capa de nieve. invierno, pero su altitud es insignificante. La velocidad media del viento oscila entre 3,3 m/s en julio y 4,0 m/s en enero. La humedad media anual es del 77%.
| Parámetros climáticos promedio de Chernivtsí (1991-2020)                     | Parámetros climáticos promedio de Chernivtsí (1991-2020) | Parámetros climáticos promedio de Chernivtsí (1991-2020) | Parámetros climáticos promedio de Chernivtsí (1991-2020) | Parámetros climáticos promedio de Chernivtsí (1991-2020) | Parámetros climáticos promedio de Chernivtsí (1991-2020) | Parámetros climáticos promedio de Chernivtsí (1991-2020) | Parámetros climáticos promedio de Chernivtsí (1991-2020) | Parámetros climáticos promedio de Chernivtsí (1991-2020) | Parámetros climáticos promedio de Chernivtsí (1991-2020) | Parámetros climáticos promedio de Chernivtsí (1991-2020) | Parámetros climáticos promedio de Chernivtsí (1991-2020) | Parámetros climáticos promedio de Chernivtsí (1991-2020) | Parámetros climáticos promedio de Chernivtsí (1991-2020) |
| Mes                                                                          | Ene.                                                     | Feb.                                                     | Mar.                                                     | Abr.                                                     | May.                                                     | Jun.                                                     | Jul.                                                     | Ago.                                                     | Sep.                                                     | Oct.                                                     | Nov.                                                     | Dic.                                                     | Anual                                                    |
| ---------------------------------------------------------------------------- | -------------------------------------------------------- | -------------------------------------------------------- | -------------------------------------------------------- | -------------------------------------------------------- | -------------------------------------------------------- | -------------------------------------------------------- | -------------------------------------------------------- | -------------------------------------------------------- | -------------------------------------------------------- | -------------------------------------------------------- | -------------------------------------------------------- | -------------------------------------------------------- | -------------------------------------------------------- |
| Temp. máx. abs. (°C)                                                         | 15.3                                                     | 21.3                                                     | 24.6                                                     | 30.9                                                     | 33.5                                                     | 35.6                                                     | 37.4                                                     | 37.7                                                     | 36.7                                                     | 31.0                                                     | 24.9                                                     | 17.9                                                     | 37.7                                                     |
| Temp. máx. media (°C)                                                        | 0.3                                                      | 2.4                                                      | 8.1                                                      | 15.4                                                     | 20.8                                                     | 24.1                                                     | 26.0                                                     | 25.7                                                     | 20.3                                                     | 14.0                                                     | 6.9                                                      | 1.4                                                      | 13.8                                                     |
| Temp. media (°C)                                                             | -2.7                                                     | -1.2                                                     | 3.4                                                      | 9.9                                                      | 15.1                                                     | 18.8                                                     | 20.5                                                     | 19.9                                                     | 14.8                                                     | 9.1                                                      | 3.4                                                      | -1.5                                                     | 9.1                                                      |
| Temp. mín. media (°C)                                                        | -5.4                                                     | -4.2                                                     | -0.4                                                     | 4.9                                                      | 9.9                                                      | 13.9                                                     | 15.6                                                     | 14.9                                                     | 10.2                                                     | 5.2                                                      | 0.7                                                      | -4.0                                                     | 5.1                                                      |
| Temp. mín. abs. (°C)                                                         | -30.7                                                    | -29.0                                                    | -21.7                                                    | -13.6                                                    | -2.0                                                     | 3.0                                                      | 7.4                                                      | 3.4                                                      | -4.4                                                     | -9.7                                                     | -17.5                                                    | -28.0                                                    | -30.7                                                    |
| Precipitación total (mm)                                                     | 26                                                       | 30                                                       | 37                                                       | 44                                                       | 75                                                       | 93                                                       | 93                                                       | 66                                                       | 56                                                       | 44                                                       | 32                                                       | 33                                                       | 629                                                      |
| Días de lluvias (≥ 1 mm)                                                     | 7                                                        | 7                                                        | 12                                                       | 17                                                       | 17                                                       | 18                                                       | 15                                                       | 13                                                       | 13                                                       | 13                                                       | 12                                                       | 9                                                        | 153                                                      |
| Días de nevadas (≥ 1 mm)                                                     | 15                                                       | 15                                                       | 10                                                       | 3                                                        | 0.03                                                     | 0                                                        | 0                                                        | 0                                                        | 0                                                        | 1                                                        | 7                                                        | 13                                                       | 64                                                       |
| Horas de sol                                                                 | 58.2                                                     | 80.0                                                     | 129.6                                                    | 171.2                                                    | 241.1                                                    | 243.6                                                    | 257.9                                                    | 241.6                                                    | 175.0                                                    | 132.6                                                    | 64.8                                                     | 47.0                                                     | 1842.6                                                   |
| Humedad relativa (%)                                                         | 82.8                                                     | 80.5                                                     | 75.3                                                     | 68.9                                                     | 69.0                                                     | 70.9                                                     | 71.1                                                     | 72.7                                                     | 75.3                                                     | 79.1                                                     | 84.2                                                     | 85.1                                                     | 76.2                                                     |
| Fuente n.º 1: Pogoda.ru.net                                                  |                                                          |                                                          |                                                          |                                                          |                                                          |                                                          |                                                          |                                                          |                                                          |                                                          |                                                          |                                                          |                                                          |
| Fuente n.º 2: World Meteorological Organization (humidity and sun 1981–2010) |                                                          |                                                          |                                                          |                                                          |                                                          |                                                          |                                                          |                                                          |                                                          |                                                          |                                                          |                                                          |                                                          |

## Historia
Evidencia arqueológica descubierta en el área que rodea a Chernivtsí indica que una población local la habitó desde el Neolítico. Posteriores asentamientos incluyen aquellos de la cultura de Cucuteni, la cultura de la cerámica encordelada. También se han encontrado artefactos de la Edad de Bronce y de Hierro en la ciudad.
Un asentamiento fortificado localizado en la orilla izquierda (al noreste) del río Prut data de la época del Principado de Galitzia-Volynia y se cree que fue construido por el gran príncipe Yaroslav Osmomisl. Relatos legendarios hacen referencia a esta ciudad-fortaleza como Chern’ o Ciudad negra; se dice que debe su nombre al color negro de las murallas de la ciudad, construidas de roble negro con capas de suelo local de color negro. Esta fortaleza temprana fue destruida durante la invasión mongola de Europa por Burundái en 1259; sin embargo, el resto de las murallas de la fortaleza siguió siendo usado para propósitos defensivos. En el siglo XVII, fueron aumentadas por varios baluartes, uno de los cuales todavía existe.

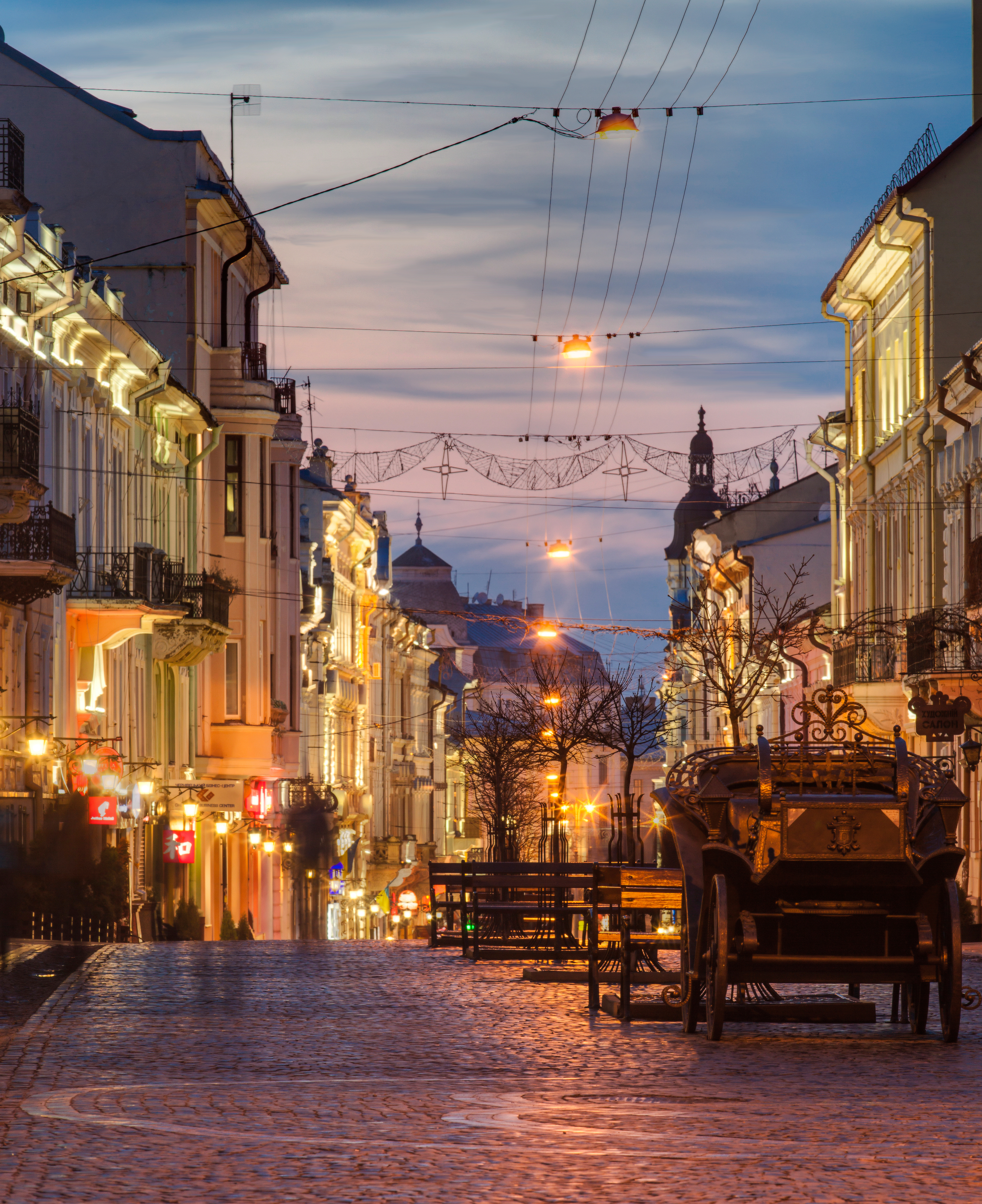
Una calle en el centro de la ciudad de Chernivtsí.

Tras la destrucción de la fortaleza, posteriores asentamientos en la zona se centraron en la orilla derecha (suroeste) del río Prut, en una ubicación elevada, más ventajosa en términos estratégicos. En 1325, cuando el Reino de Polonia tomó control de Galitzia y estableció contacto con las primeras formaciones feudales rumanas, fue mencionado un fortín bajo el nombre de Ţeţina, que defendía el vado y el punto de cruce del río Prut. Fue parte de un grupo de tres fortificaciones, siendo los otros dos la fortaleza de Jotyn en el Dniéster al este y una fortaleza en el río Kolachin, un afluente del Prut. 
Entre 1359 y 1775, la ciudad y su entorno formaron parte del Principado de Moldavia, siendo el centro administrativo del judeţ homónimo (Cernăuţ). El nombre Cernăuţi/Chernivtsí es mencionado por primera vez en un documento por Alejandro I de Moldavia el 8 de octubre de 1408. En fuentes otomanas, la ciudad aparece mencionada como «Çernovi».

Mapa de la propuesta de los Estados Unidos de la Gran Austria (1906), que muestra la ciudad en la frontera de las zonas habitadas por rumanos y ucranianos.

En 1775, alrededor de un décimo del territorio de Moldavia fue anexado por el Imperio austríaco; esta región se hizo conocida como Bucovina. La ciudad se convirtió en capital de la región, que en 1849 ascendió en rango y recibió el nombre de Ducado de Bucovina, tierras de la Corona del Imperio austríaco. Así, a la ciudad se le concedió el Derecho de Magdeburgo. La ciudad comenzó a prosperar cuando el caballero Karl von Enzenberg fue nombrado jefe de la Administración Militar en 1778. Enzenberg invitó a muchos comerciantes, artesanos y empresarios para desarrollar el comercio y otros negocios en la ciudad. Las Ferias de San Pedro (1-15 de julio) le dieron un nuevo dinamismo al desarrollo del mercado desde 1786.
Durante los siglos siglo XIX y  XX, Chernivtsí se convirtió en un centro de movimientos nacionalistas, tanto rumanos como ucranianos. También fue la sede de la primera conferencia de yidis en 1908, coordinada por Nathan Birnbaum. Cuando el Imperio austrohúngaro se disolvió en 1918, la ciudad y sus alrededores pasaron a formar parte del Reino de Rumanía. En 1930, la ciudad alcanzó una población de 112 400 habitantes: el 26,8 % de los cuales eran judíos; el 23,2 % rumanos, el 20,8 % alemanes, el 18,6 % ucranianos, el resto estaba conformado por polacos y otros grupos étnicos. Fue uno de los cinco centros universitarios de la Rumania del período de entreguerras.
En 1940, el Ejército Rojo ocupó la zona que rodeaba la ciudad, que pasó a denominarse óblast de Chernivtsí y fue asignado a la República Socialista Soviética de Ucrania. La gran intelectualidad rumana de la ciudad encontró refugio en Rumania; mientras que los alemanes fueron repatriados de acuerdo al acuerdo nazi-soviético, lo que llevó a que Rumania pasara de ser aliada de Francia y el Reino Unido a serlo de la Alemania nazi. En julio de 1941, el Ejército rumano retomó la ciudad como parte del ataque del Eje sobre la Unión Soviética durante la Segunda Guerra Mundial. En agosto de 1941, el dictador rumano Ion Antonescu ordenó la creación de un gueto en la parte baja de la ciudad, donde fueron hacinados cincuenta mil judíos, dos tercios de los cuales fueron deportados a la gobernación de Transnistria en octubre de 1941 y a inicios de 1942, donde la mayoría pereció. El alcalde rumano de la ciudad, Traian Popovici, logró persuadir a Antonescu para elevar el número de judíos exentos de deportación de doscientos a veinte mil. 
En 1944, cuando las potencias del Eje fueron expulsadas por el Ejército Rojo, la ciudad fue reincorporada a la República Socialista Soviética de Ucrania. Durante los siguientes años, la mayoría de los judíos de la región partió hacia Israel y la ciudad fue un nodo importante en la red Berihah. Los polacos de Bucovina fueron también repatriados por los soviéticos después de la Segunda Guerra Mundial. Así, la ciudad se convirtió en predominantemente ucraniana. Desde 1991, Chernitvtsí ha formado parte de Ucrania. En mayo de 1999, Rumania abrió un consulado general en la ciudad. La Chernivtsí contemporánea es un importante centro regional, que está ubicada a orillas del río Prut en un área de unos 150 km².

## Demografía
La evolución de la población de Chernivtsí entre 1832 y 2022 fue la siguiente:
| 11 000                                                        | 34 000 | 54 200 | 87 100 | 112 400 | 187 000 | 295 000 | 240 600 | 259 897 | 264 298 |
| (Fuente: Cities & Towns of Ukraine y UKRAINE: Größere Städte) |        |        |        |         |         |         |         |         |         |

Según el censo de 2001, el 79,8% de la población son ucranianos, el 11,3% son rusos, el 6% son rumanos y el resto de minorías son principalmente polacos (0,6%) y judíos (0,6%). En cuanto al idioma, la lengua materna de la mayoría de los habitantes, el 53,49%, es el ruso; del 45,9% es el ucraniano.

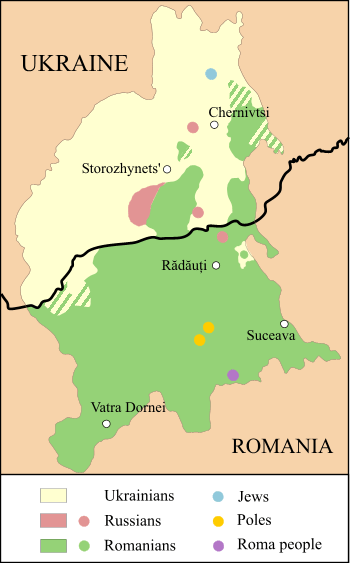
Divisiones étnicas en la moderna Bucovina.

En el censo de 1930, el 37,88% de los habitantes eran judíos; el 27,01%, rumanos; el 14,55%, alemanes; el 9,9%, rutenos; el 7,99%, polacos y rusos, el 1,35%. En cuanto a la religión, el 38,18% de la población eran judíos; el 31,47%, ortodoxos; el 18,88% eran católicos romanos; el 6,37%, católicos bizantinos, y el 4,31%, luteranos.
Chernivtsí albergó una comunidad judía de más de 50 000 personas, menos de un tercio de las cuales sobrevivió a la Segunda Guerra Mundial. Por su parte, la población rumana de Chernivtsí comenzó a decrecer rápidamente después de 1950. Muchos rumanos huyeron a Rumania o fueron deportados a Siberia (donde la mayoría pereció) y el resto se convirtió rápidamente en una minoría y fue asimilada a la mayoría en un proceso de rusificación. Hoy en día, la minoría rumana continúa disminuyendo como resultado de la asimilación cultural y la emigración a Rumania.
| Judíos en Czernowitz Según el censo austro-húngaro |             |        |            |
| Año                                                | Pobl. total | Judíos | Porcentaje |
| 1857                                               | ca. 22 000  | 4678   | 21,6 %     |
| 1869                                               | ca. 34 000  | 9552   | 28,2 %     |
| 1880                                               | ca. 46 000  | 14 449 | 31,7 %     |
| 1890                                               | ca. 54 000  | 17 359 | 32,0 %     |
| 1900                                               | ca. 68 000  | 21 587 | 31,9 %     |
| 1910                                               | ca. 87 000  | 28 613 | 32,8 %     |

Según una encuesta realizada por el Instituto Republicano Internacional en abril-mayo de 2023, el 82 % de la población de la ciudad hablaba ucraniano en casa, el 15 % ruso y el 2 % rumano.

## Infraestructura

### Educación

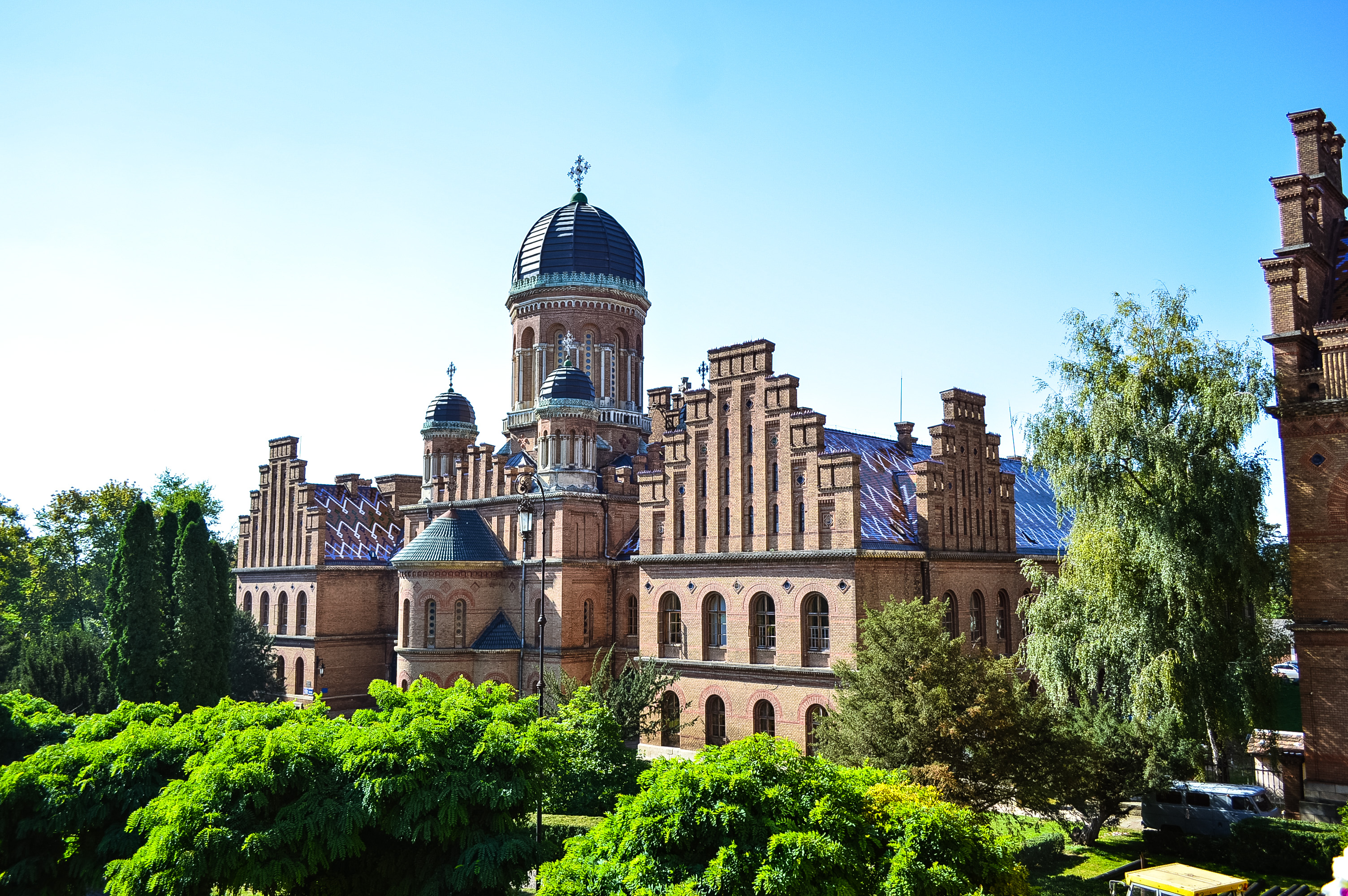
Fachada de la Universidad de Chernivtsí.

ChernivtsÍ es un conocido centro científico y educativo en el oeste de Ucrania, con instituciones como los institutos de Investigación de Termoelectricidad, el de Problemas Médicos y Ecológicos del Ministerio de Salud de Ucrania, la Universidad de Chernivtsí, la Universidad Médica Estatal de Bucovina, el Instituto de Comercio y Economía de la Universidad Nacional de Comercio y Economía de Kiev, el Instituto de Economía y Derecho, o el Instituto Estatal de Finanzas y Economía de Bucovina. La ciudad tiene más de 15 entidades de educación superior tales como las ya mencionadas.
La educación secundaria en Chernivtsí la imparten:
- 46 escuelas secundarias donde se estudia el idioma ucraniano: el 97,3% de los estudiantes.
- 4 escuelas secundarias con lengua de estudio rumana: 2,7%.[18]
- 2 colegios privados.[21]
- 3 liceos y 7 gimnasios.

Hay 5 gimnasios, 3 liceos y 3 escuelas deportivas, el Centro Municipal de Ciencias, el Club "Jóvenes Técnicos" y el Teatro-Estudio "GERDAN".

### Salud
Casi todos los establecimientos sanitarios del óblast se concentran en Chernivtsí: 39 establecimientos médicos (hospitales, clínicas y policlínicas) brindan a los ciudadanos la atención médica necesaria. Los servicios médicos son prestados por más de 4 mil personas, de los cuales 1.102 médicos, 1.902 trabajadores sanitarios medios, 1.473 personal subalterno y auxiliar.
Los establecimientos médicos municipales brindan los siguientes servicios médicos:
- Atención de emergencia (estación de atención de emergencia);
- Atención de dispensarios y policlínicos (5 policlínicos municipales, un policlínico municipal infantil, policlínicos de dos casas de maternidad, un policlínico de exámenes preventivos y la Asociación Municipal de Odontología, que incluye dos clínicas de dentistas);
- Atención médica especializada (3 hospitales, 2 casas de maternidad, un hospital de tuberculosis y un hospital infantil municipal);
- Servicios de prevención de enfermedades y epidemias (estación sanitaria y epidemiológica municipal).

### Transporte

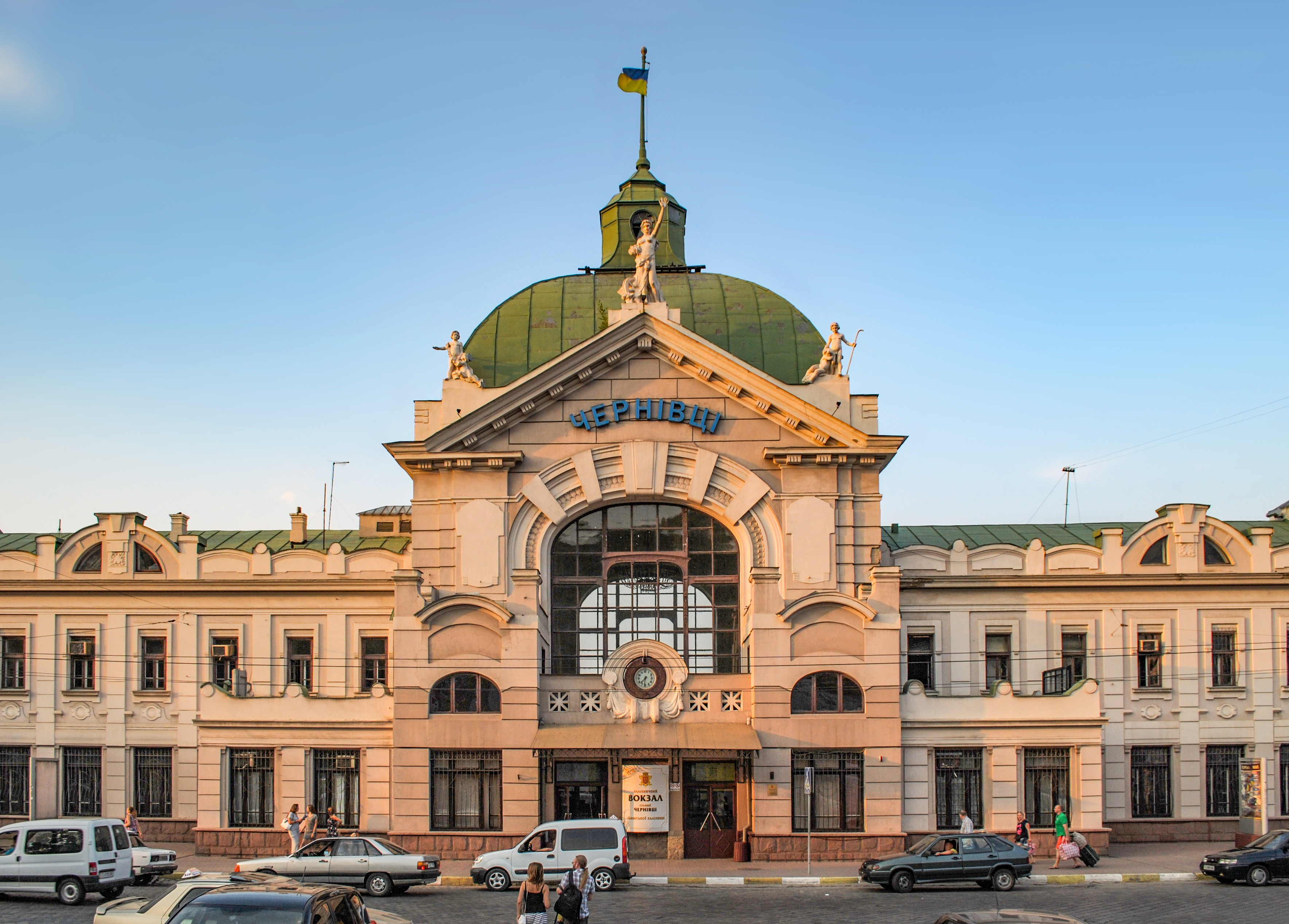
Estación de tren neobarroca, construida durante el período austrohúngaro.

Chernivtsi cuenta con el aeropuerto internacional de Chernivtsí, 6 km al sur del centro de la ciudad, con vuelos a Kiev, Atenas, Estambul y Nápoles, entre otros. Hay tres estaciones de tren en Chernivtsí (la estación Central, la estación Chernivtsí-Pivnichna y la estación de tren Chernivtsí-Pivdenna), todas ellas en la línea de trenes que conecta Chernivtsí con Berejomet. Chernivtsí se encuentra en la intersección de las arterias de transporte: M19-E85 (Bucarest-Ternópil y Lutsk), H03 (Chernivtsí-Kiev) y H10.
El transporte público urbano de Chernivtsí se divide en dos grupos: trolebuses y autobuses. En 2018, Chernivtsí comenzó a probar sus innovadores trolebuses híbridos.

## Cultura

### Deporte
Los deportes más populares en Chernivtsí incluyen tiro con arco, judo, hockey sobre césped, kárate, levantamiento de pesas y orientación. Los clubes de béisbol, hockey sobre hielo y fútbol de Chernivtsí (FC Bukovyna Chernivtsí) participan en los campeonatos nacionales de Ucrania.
Chernivtsí tiene una gran cantidad de establecimientos e instalaciones deportivas, incluidos cinco estadios, 186 campos deportivos, dos canchas de tenis, once campos de fútbol, cinco pistas de patinaje, 21 galerías de tiro, tres piscinas, 69 gimnasios, 62 gimnasios con equipo de entrenamiento especial y un circuito internacional de carreras de motos.
Más de 7.950 habitantes son miembros de clubes deportivos de la ciudad y más de 50.000 personas participan en diversas actividades deportivas. Actualmente, ocho deportistas de la ciudad integran selecciones nacionales y doce integran selecciones nacionales juveniles. En 2002, tres atletas de Chernivtsí ganaron premios en distintos torneos mundiales, dos ganaron campeonatos europeos y 42 campeonatos nacionales.
Chernivtsí ha sido sede del Campeonato Mundial de Sidecarcross varias veces, la más reciente en junio de 2010.

## Ciudades hermanadas
Chernivtsí tiene ocho ciudades hermanadas: 
|                           | País           |  | Ciudad/Pueblo  |  | Condado / Distrito / Región / Estado / Provincia |
| ------------------------- | -------------- |  | -------------- |  | ------------------------------------------------ |
| Bandera de Austria        | Austria        |  | Klagenfurt     |  | Carintia                                         |
| Bandera de Bulgaria       | Bulgaria       |  | Pleven         |  | Provincia de Pleven                              |
| Bandera de Canadá         | Canadá         |  | Saskatoon      |  | Saskatchewan                                     |
| Bandera de Israel         | Israel         |  | Nazareth Illit |  | Distrito Norte                                   |
| Bandera de Polonia        | Polonia        |  | Konin          |  | Distrito de Konin                                |
| Bandera de Rumania        | Rumania        |  | Suceava        |  | Distrito de Suceava                              |
| Bandera de Rusia          | Rusia          |  | Podolsk        |  | Óblast de Moscú                                  |
| Bandera de Estados Unidos | Estados Unidos |  | Salt Lake City |  | Utah                                             |
| Bandera de Argentina      | Argentina      |  | Posadas        |  | Misiones                                         |

## Galería

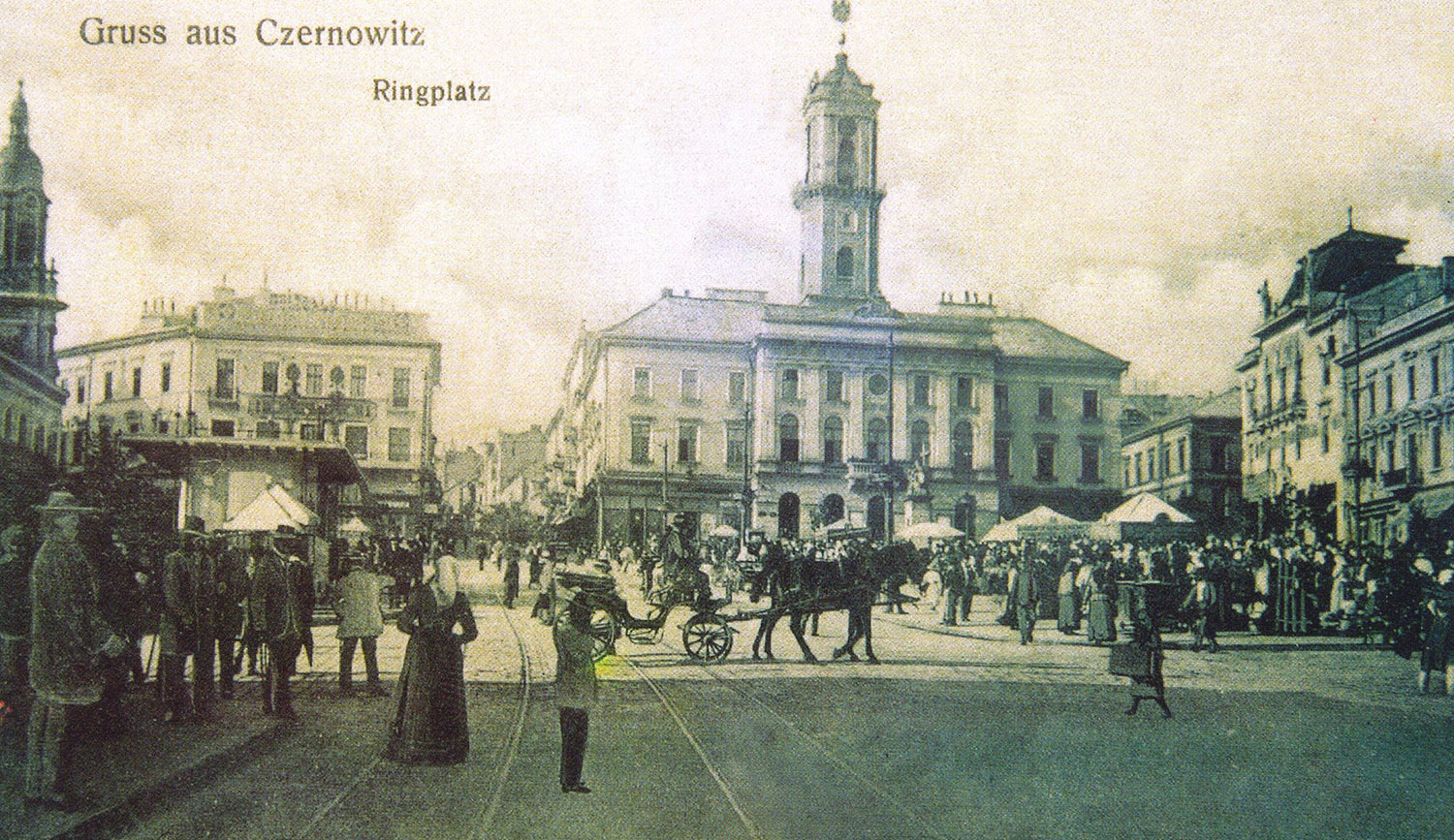
Plaza Central de Chernivtsí (1900)
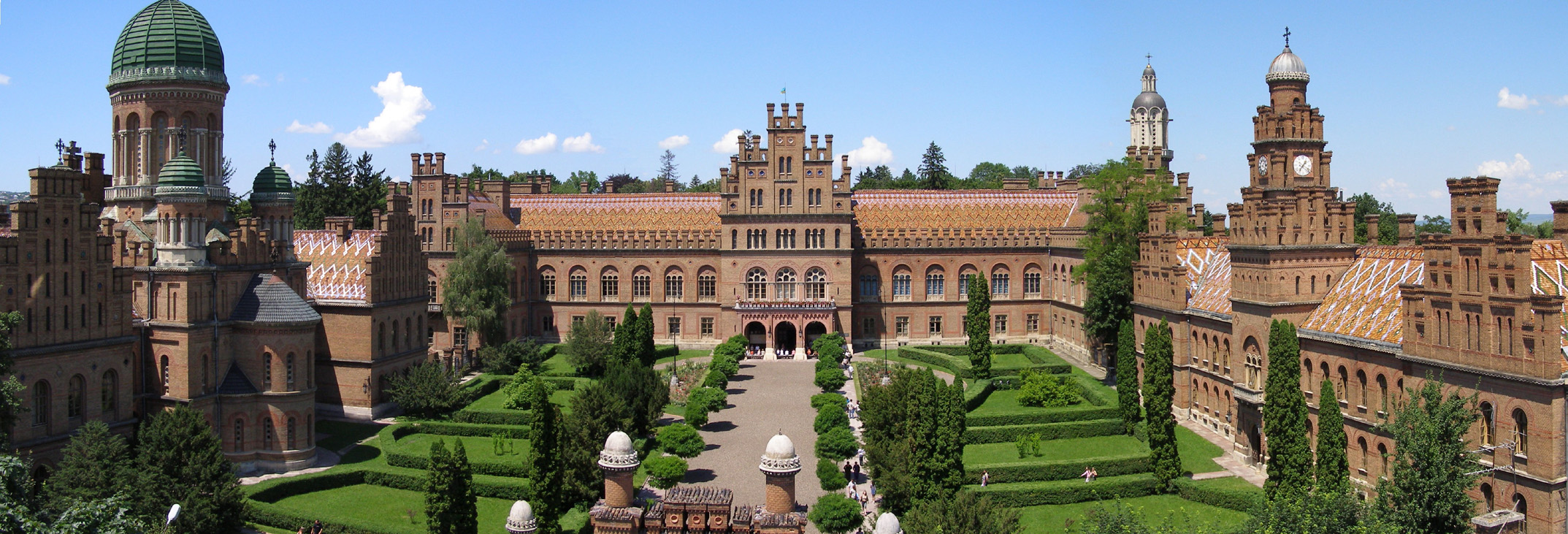
Fachada de la Universidad de Chernivtsí.
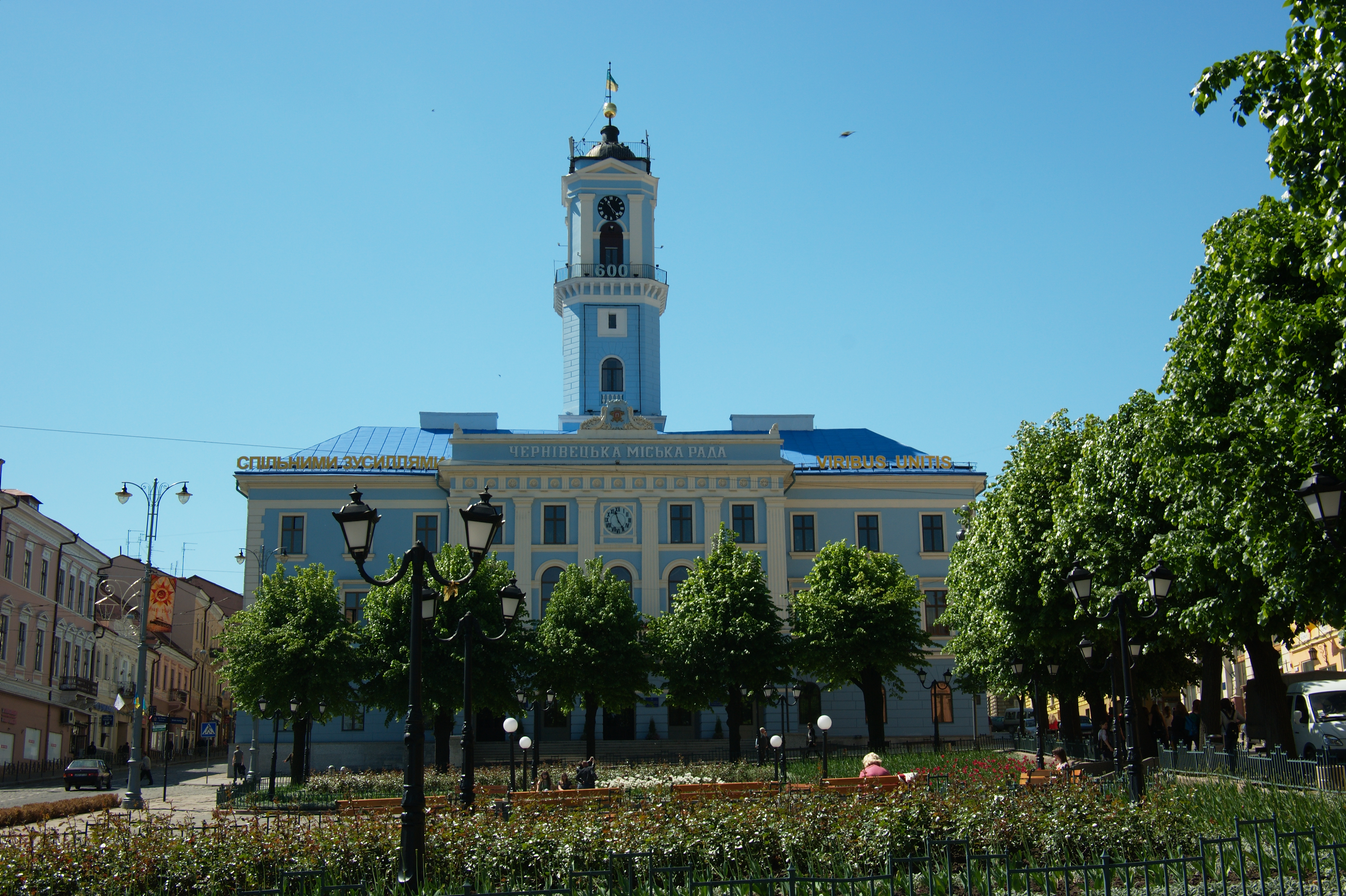
Ayuntamiento de Chernivtsí.
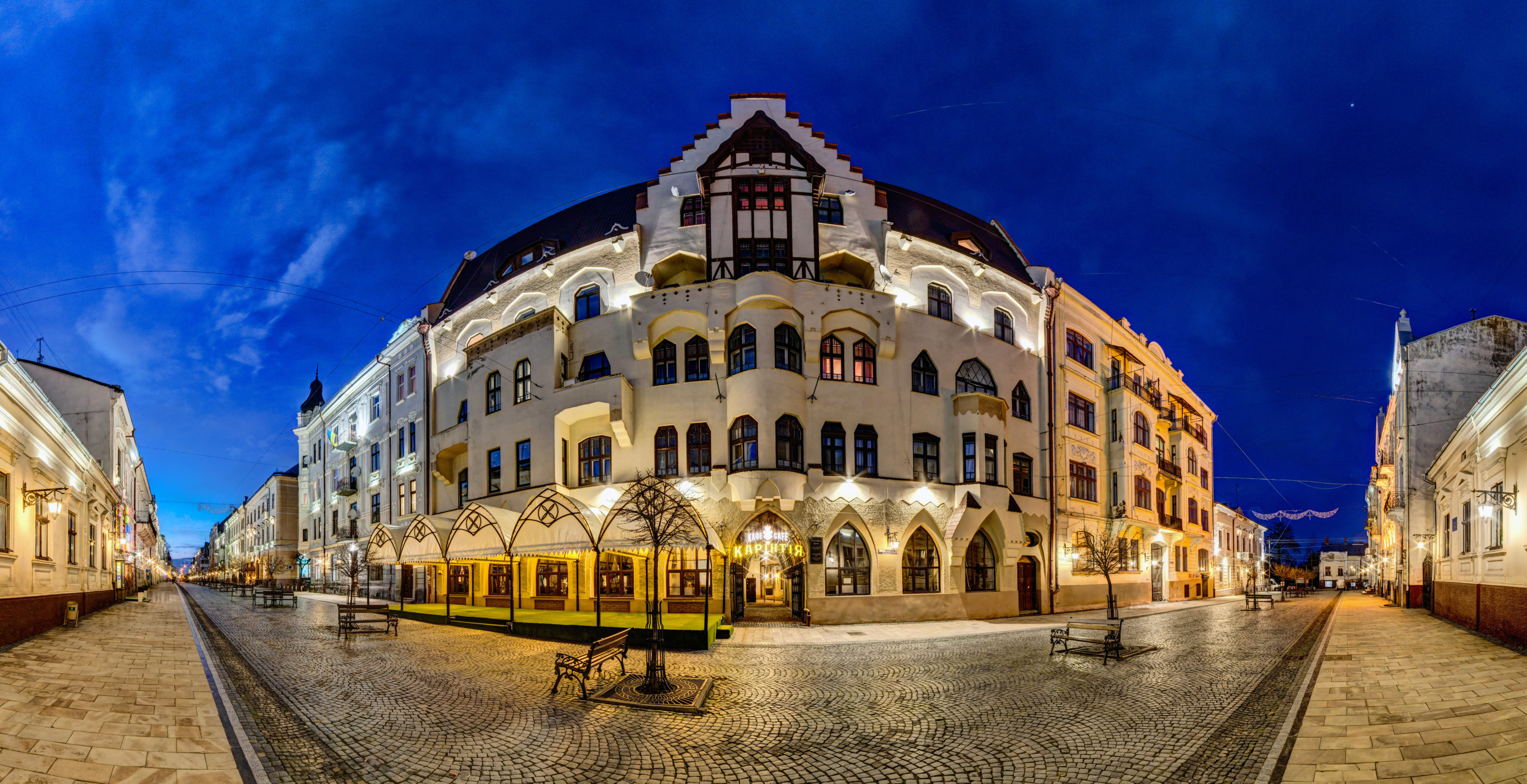
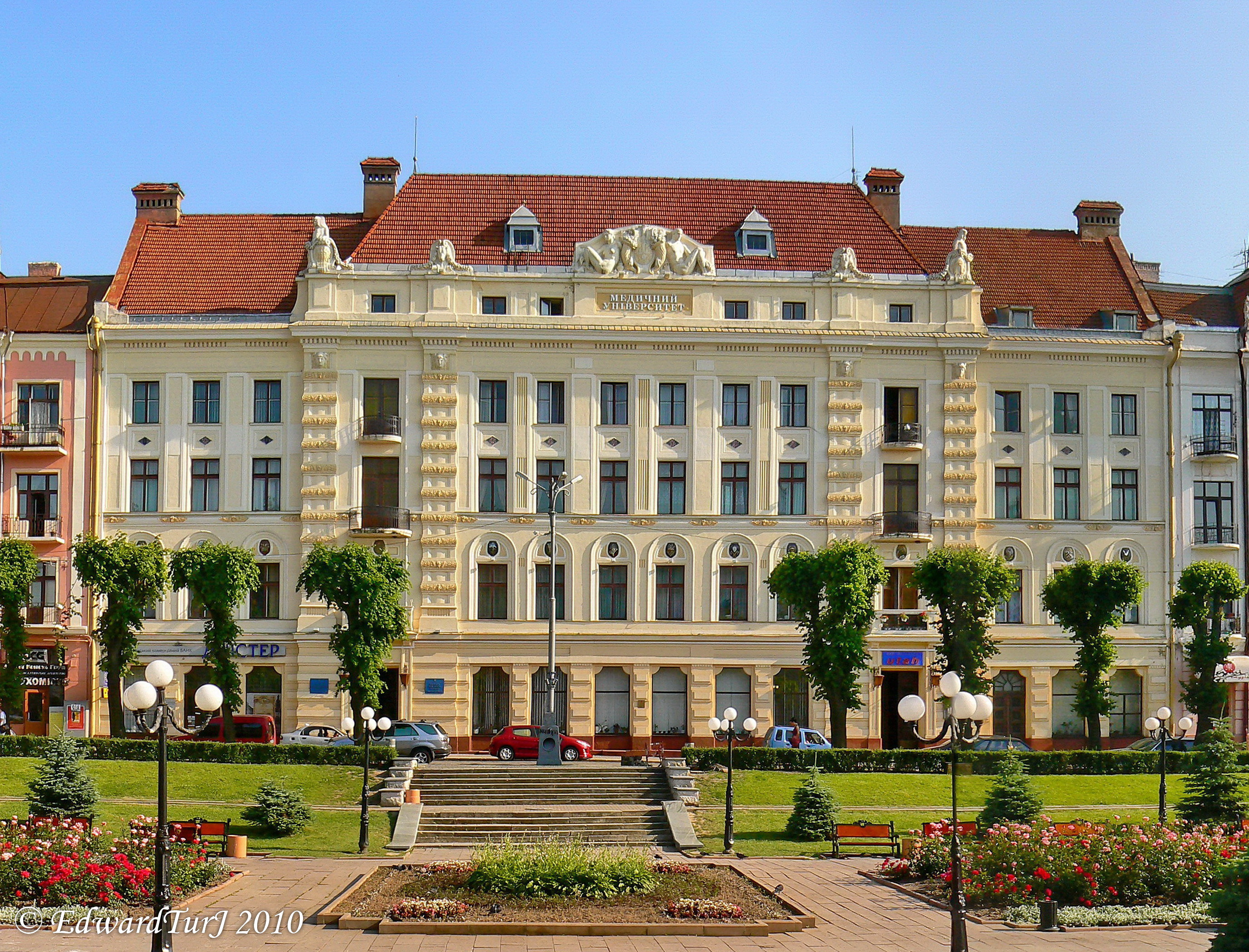
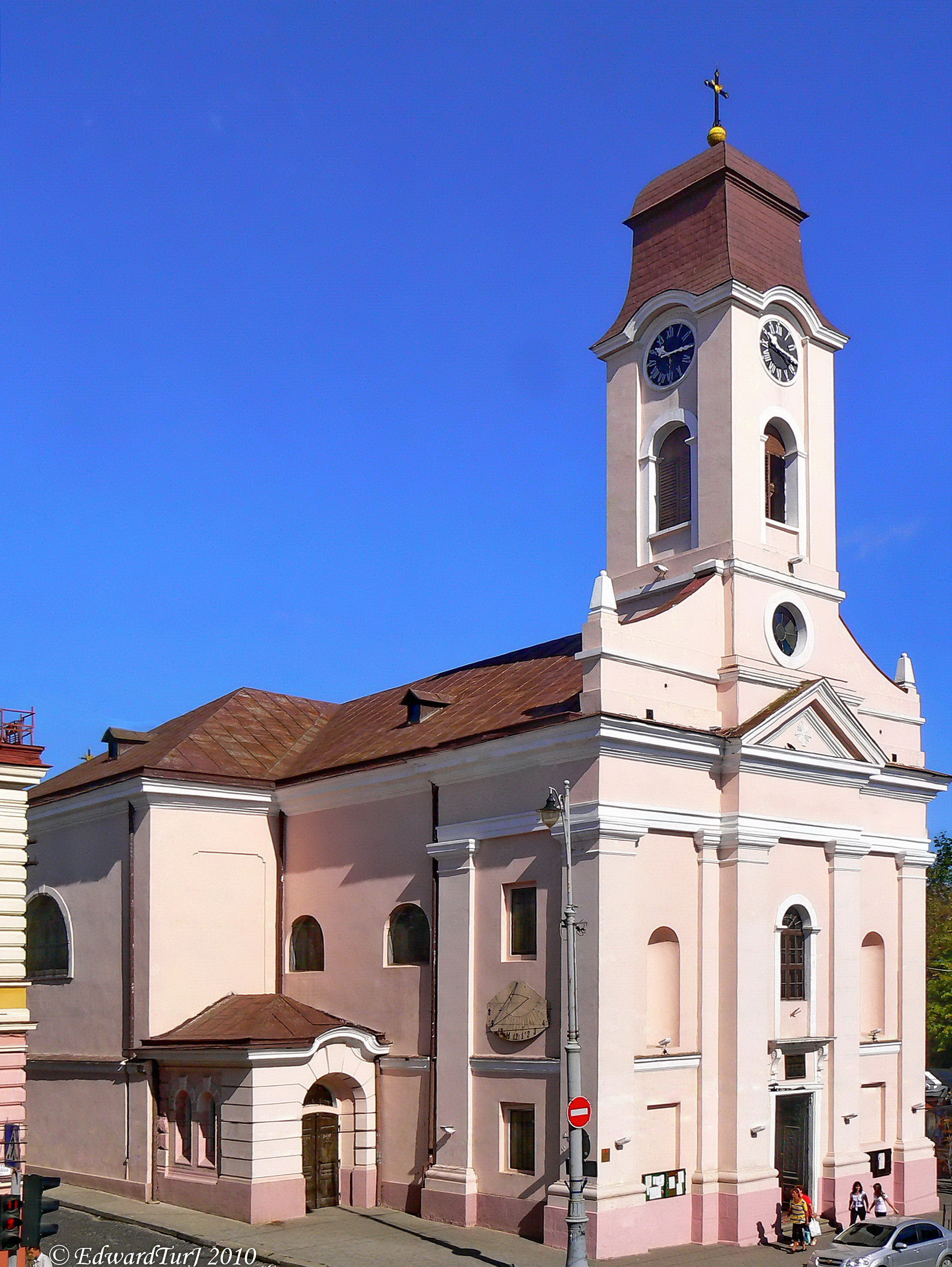
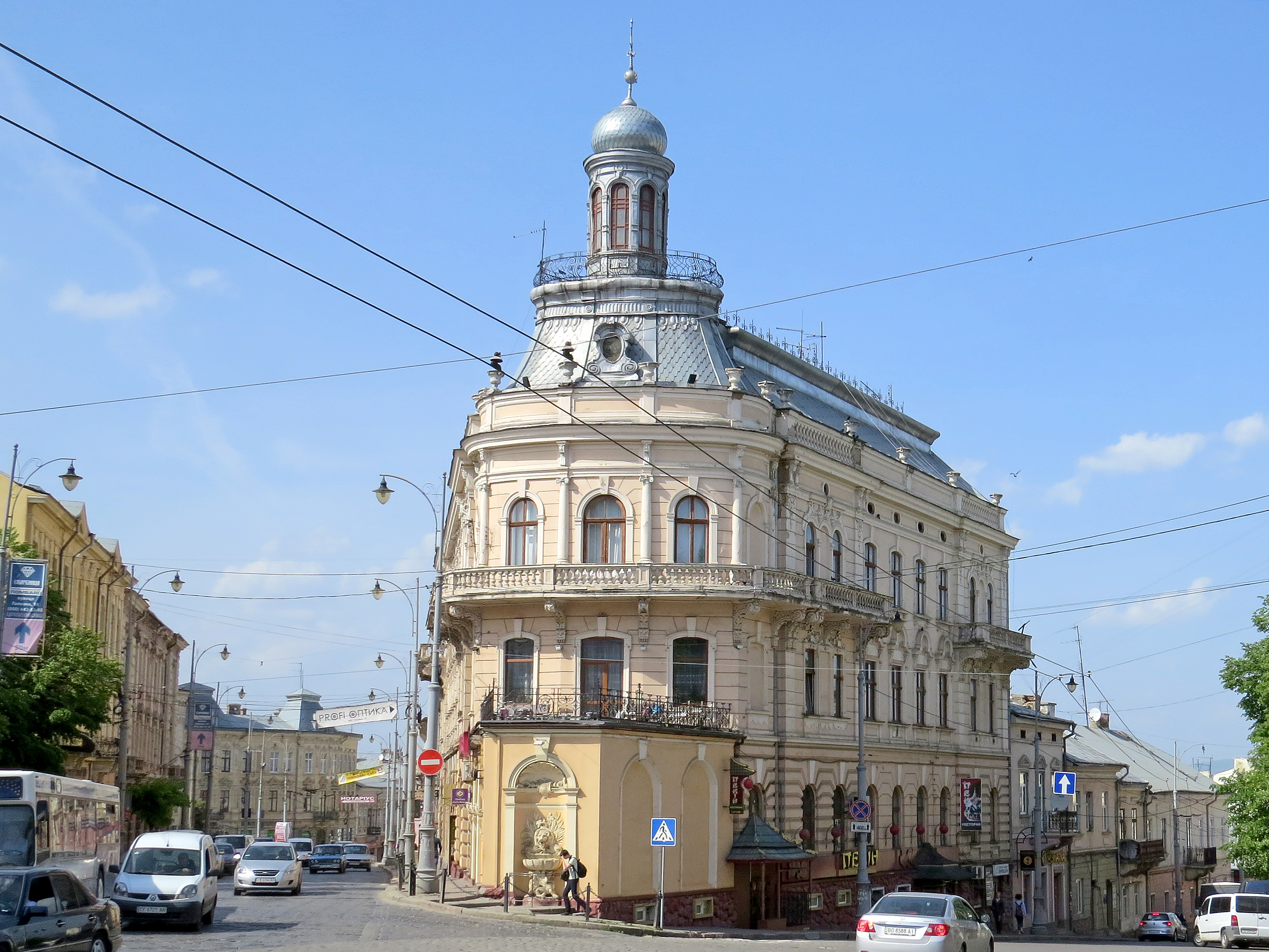
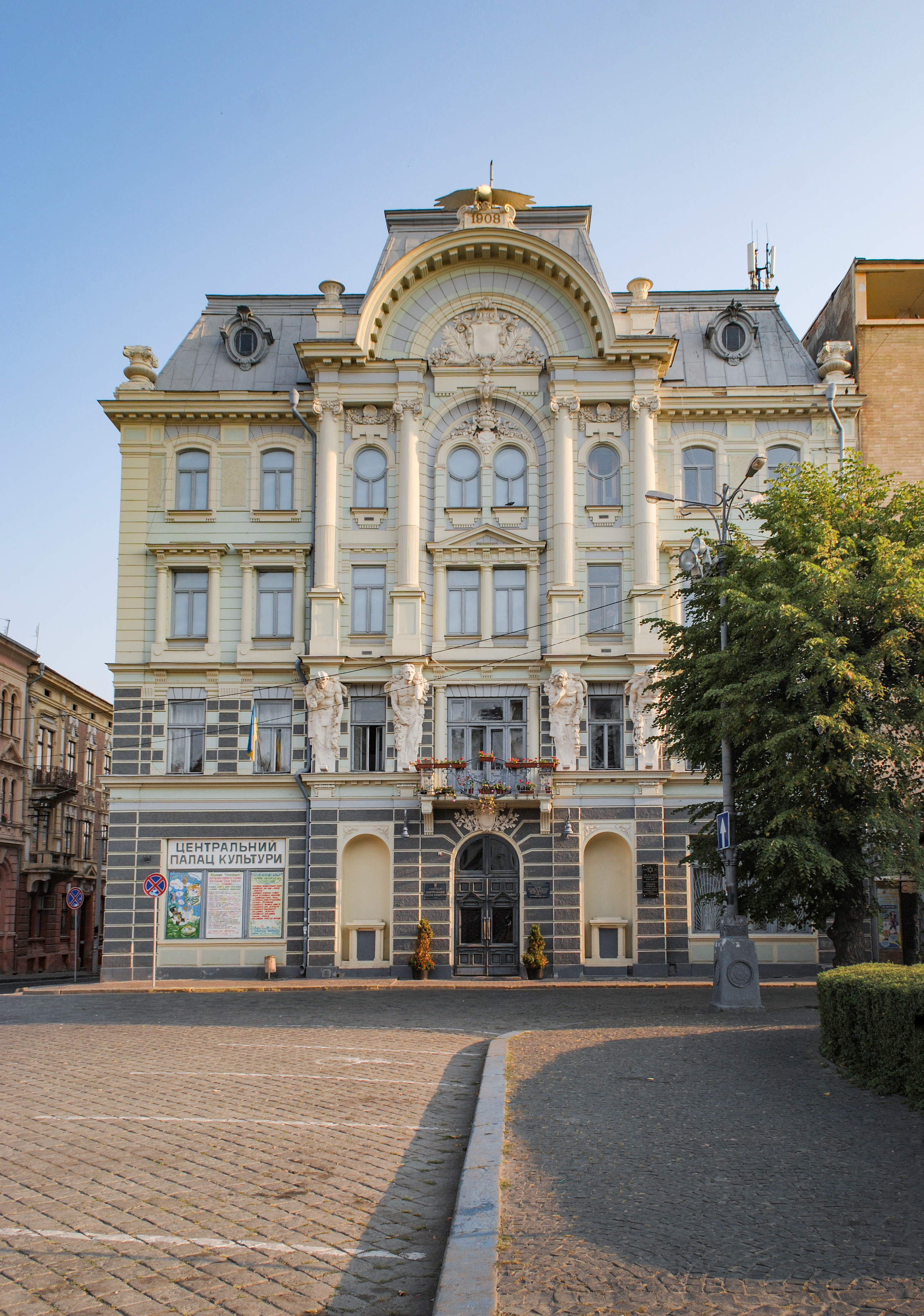
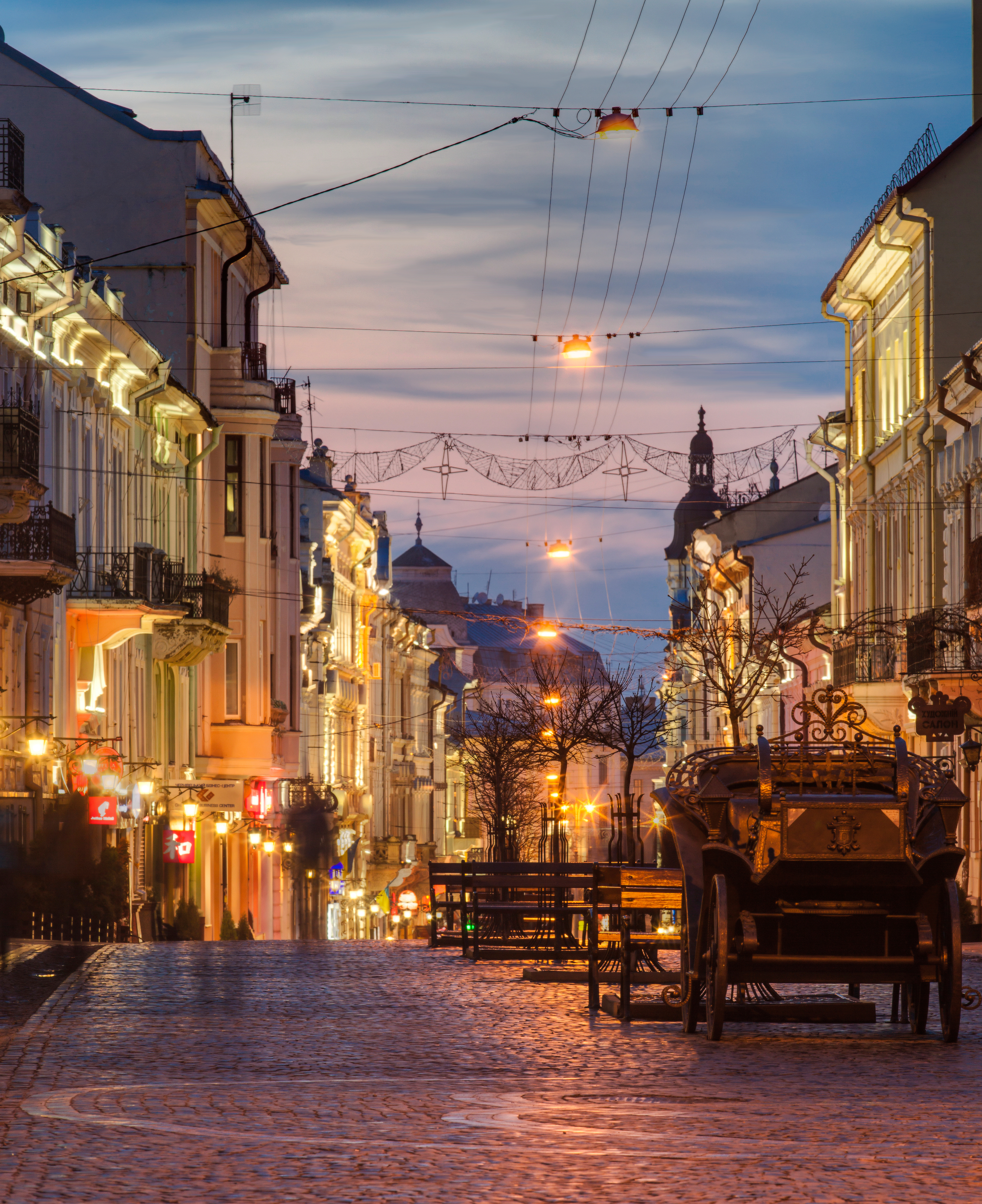
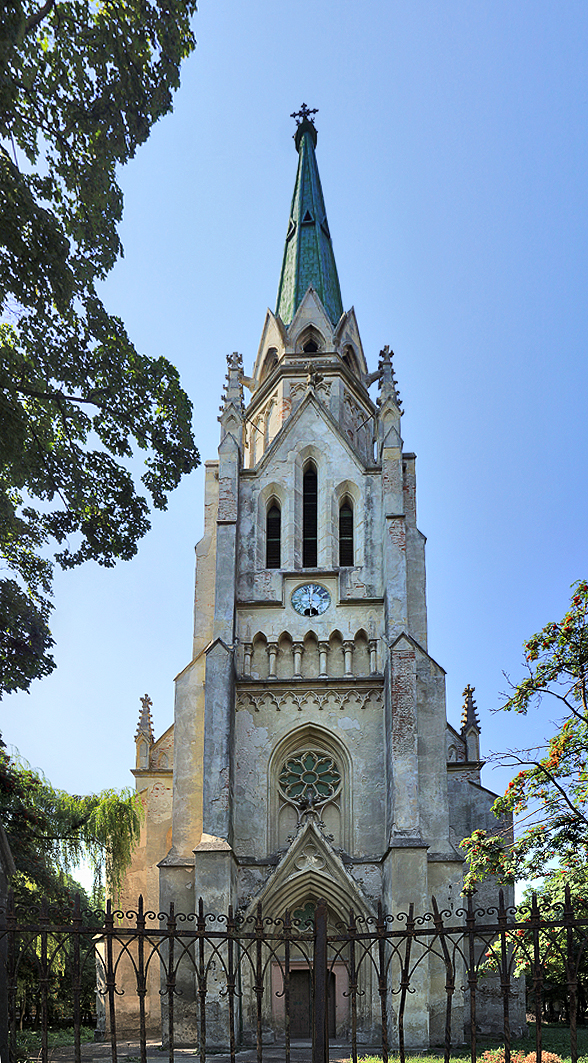
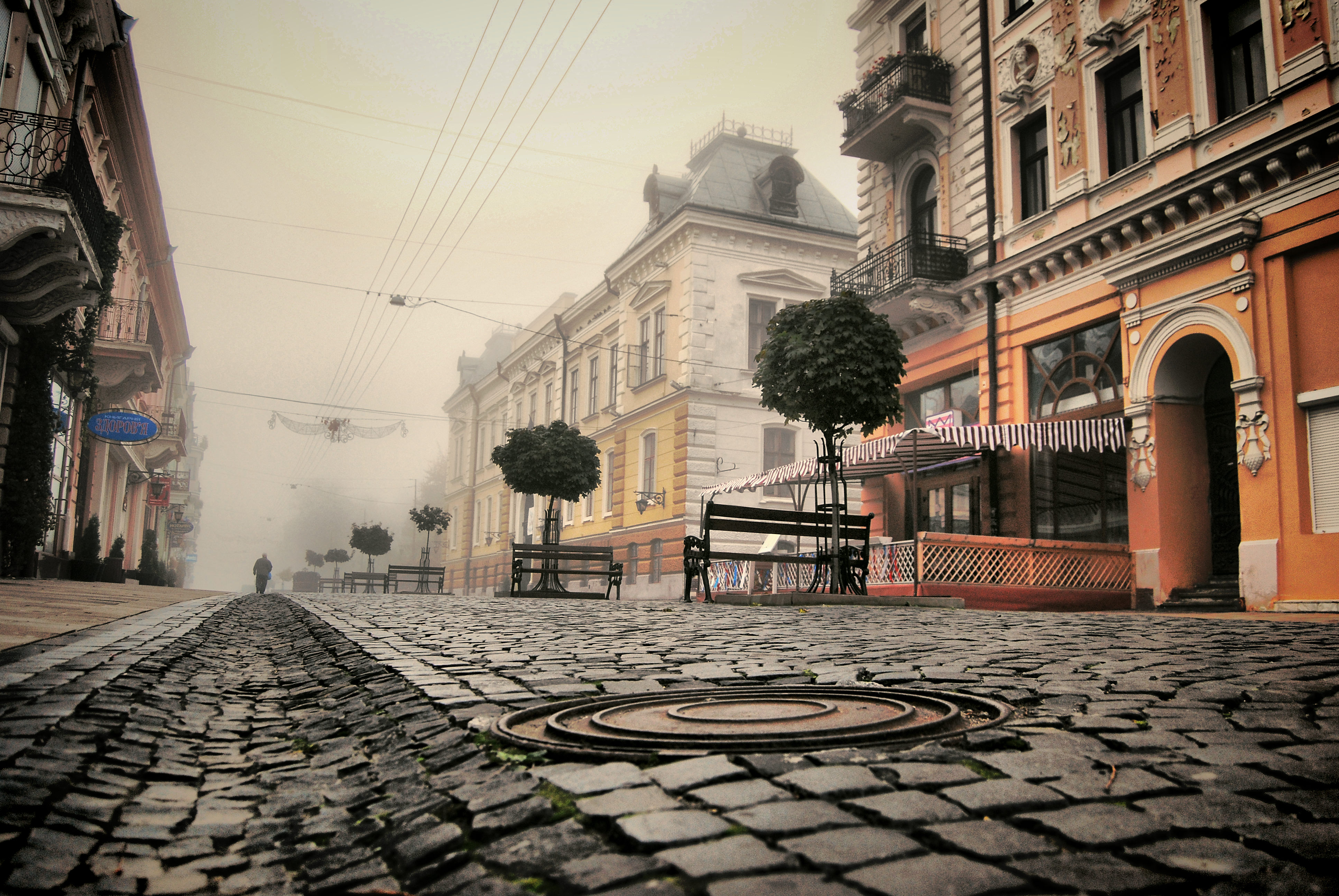
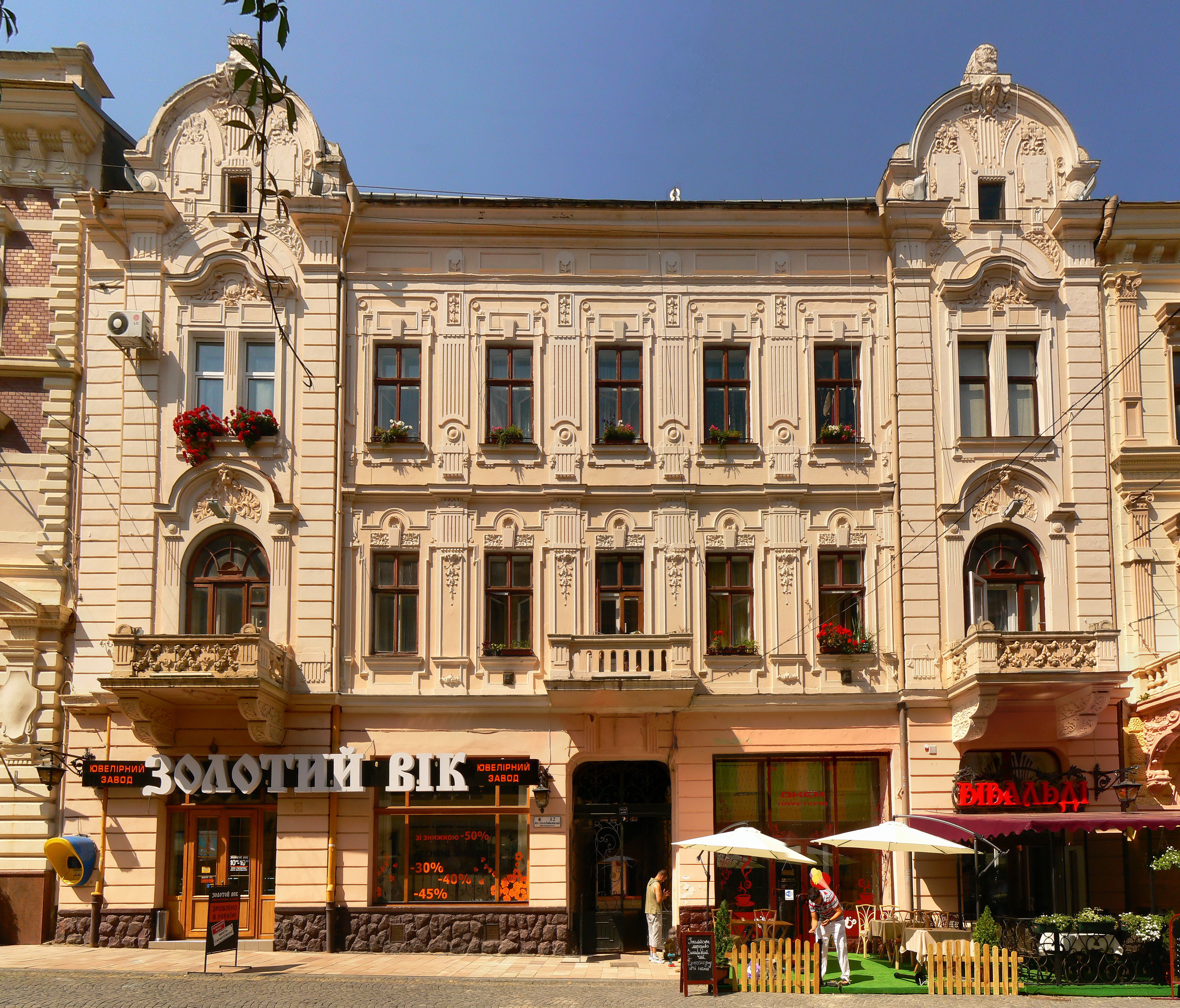
Herrengase